# Cantusul rostral

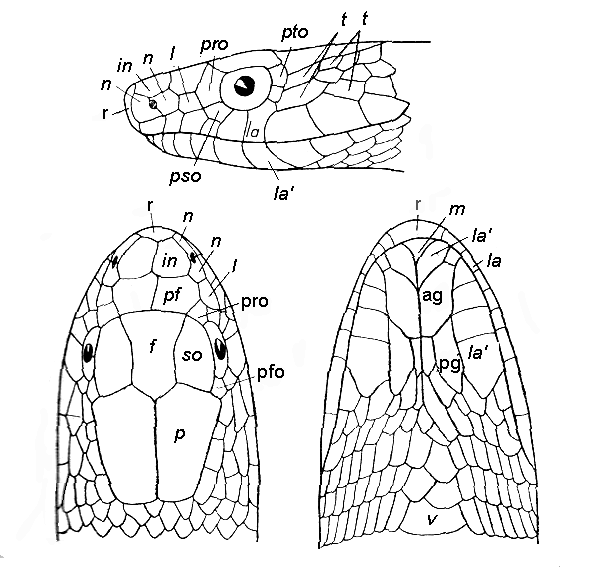
Terminologia scuturilor capului la șarpele Coluber ventromaculatus (după Malcolm A. Smith, 1943). Sus – aspect lateral, jos, în stânga – aspect dorsal, jos, în dreapta - aspect ventral
ag – Inframaxilar anterior,
f – Frontal,
in – Internazal,
l – Loreal,
la – Supralabial,
la' – Sublabial,
m – Mental,
n – Nazal,
p – Parietal,
pf – Prefrontal,
pg – Inframaxilar posterior,
pro – Preocular,
pso – Subocular,
pto – Postocular,
r – Rostral,
so – Supraocular,
t – Temporal,
v – Primul ventral

Cantusul rostral (Canthus rostralis) este unghiul (sau muchia) format de fețele superioare și laterale ale botului la reptile și amfibieni, care se întinde de-a lungul unei linii de la vârful botului până la ochi. Acest unghi poate fi obtuz sau ascuțit și se prezintă uneori sub forma unei muchii mai mult sau mai puțin evidente, foarte ascuțite sau ușor rotunjite. La amfibieni cantusul rostral se întinde de la vârful botului până la colțul anterior al ochiului, iar la reptile de la vârful botului până la colțul anterior al muchiei supraorbitale (adică de la scutul rostral până la scutul supraocular). 